# Papierstau

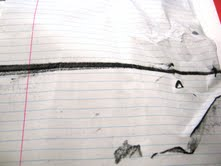
Ein nach einem Papierstau zerrissenes Blatt

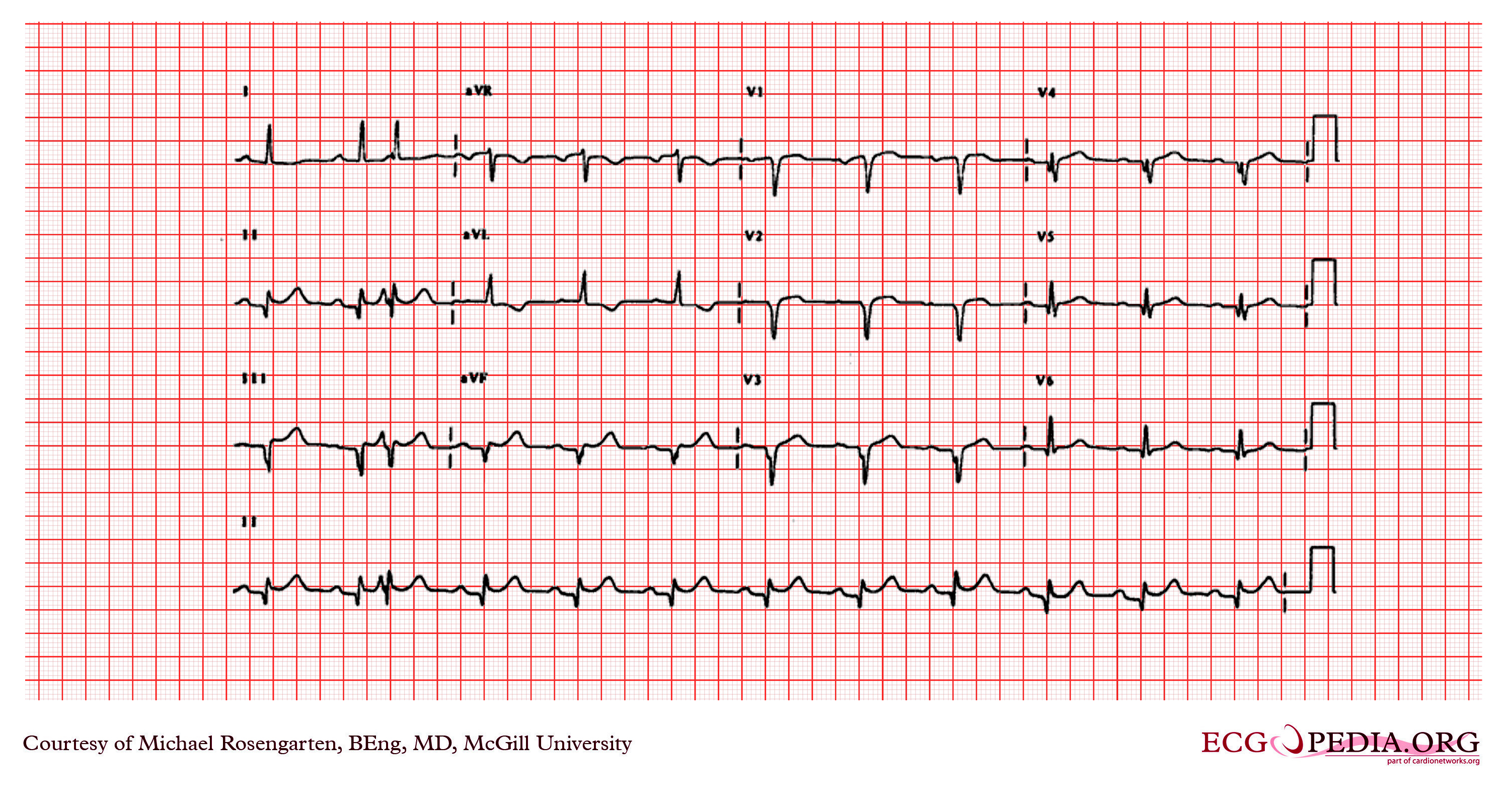
Fehlinterpretiertes EKG wegen eines Papierstaus im Drucker: Der zweite Herzschlag erscheint zu kurz.

Papierstau ist eine Betriebsstörung durch im Transportweg steckengebliebene Blätter von Papier. Er ist ein seit den 1960er Jahren gängiger Begriff im Umgang mit Fotokopierern, Faxgeräten, Druckern und Papierverarbeitungsmaschinen.

## Ursachen
Die Gründe für einen Papierstau können vielfältig sein: Teilweise transportiert der Gummirollen-Mechanismus in den Geräten statt eines Blattes gleich mehrere, die sich auf dem Transportweg voneinander trennen und damit die Maschine blockieren. Bei Geräten, die lange in Gebrauch waren, können zu glatt gewordene Rollen dafür verantwortlich sein, dass Papier nicht sauber eingezogen und weiterbewegt wird. Bei Nadeldruckern mit Endlospapier und frühen Faxgeräten rollte sich das Papier oft um die Transportrollen herum, und es kam auch dadurch häufig zu Papierstaus.
Schon der erste kommerziell erfolgreiche Fotokopierer, der Xerox 914, war für chronische Papierstaus bekannt. Ein Argument in den 1990er Jahren für das Versenden und Empfangen von Faxen (Fernkopien) mittels PC, statt mittels eines Faxgeräts mit Papier, waren die dadurch entfallenden Papierstaus.

## Übertragene Bedeutung
Abgesehen von der technischen Störungsmeldung wird Papierstau in übertragener Form auch wie „Bearbeitungsrückstau“ verwendet, also die Arbeit mit Akten, Anträgen und Bürovorgängen. So tritt zum Beispiel ein Papierstau auf, wenn ein Amt unter Personalmangel leidet und sich Papier türmt oder elektronische Post ungeöffnet bleibt, ohne abgearbeitet zu werden. Die New York Times erwähnt 1957 erstmals einen Paper Jam, wo es um die Aktenlage bei der US-Börse ging. Die Londoner Times zitiert 1966 einen römischen Regierungsmitarbeiter, der auf die Frage, wie sich angesichts der vielen Aktenordner voller Papier auf den Regalen der Einsatz von Computern auf die Beschäftigung der 22.000 Mitarbeiter der staatlichen Verwaltung auswirken werde, zuversichtlich und erwiderte, dass, auch wenn sich diese Papierstaus erst einmal aufgelöst hätten, es für Menschen immer noch viel zu tun gäbe.